# Australia na Zimowych Igrzyskach Olimpijskich 1952
Australię na Zimowych Igrzyskach Olimpijskich 1952 reprezentowało 9 sportowców. Był to drugi start Australii na zimowych igrzyskach olimpijskich.

## Skład kadry

### Narciarstwo alpejskie
Mężczyźni
| Zawodnik     | Konkurencja   | Wyścig 1 | Wyścig 1 | Wyścig 2               | Wyścig 2               | Suma                   | Suma                   | Suma                   |
| Zawodnik     | Konkurencja   | Czas     | Miejsce  | Czas                   | Miejsce                | Czas                   | Różnica                | Miejsce                |
| ------------ | ------------- | -------- | -------- | ---------------------- | ---------------------- | ---------------------- | ---------------------- | ---------------------- |
| Bob Arnott   | Zjazd         |          |          |                        |                        | 4:13,5                 | +1:42,7                | 71                     |
| Bob Arnott   | Slalom gigant |          |          |                        |                        | 3:38,4                 | +1:13,4                | 78                     |
| Bob Arnott   | Slalom        | 1:21,1   | 65       | Nie zakwalifikował się | Nie zakwalifikował się | Nie zakwalifikował się | Nie zakwalifikował się | Nie zakwalifikował się |
| Bill Day     | Zjazd         |          |          |                        |                        | 3:31,4                 | +1:00,6                | 60                     |
| Bill Day     | Slalom gigant |          |          |                        |                        | 3:10,5                 | +45,5                  | 67                     |
| Bill Day     | Slalom        | 1:13,9   | 54       | Nie zakwalifikował się | Nie zakwalifikował się | Nie zakwalifikował się | Nie zakwalifikował się | Nie zakwalifikował się |
| Barry Patten | Zjazd         |          |          |                        |                        | 3:53,1                 | +1:22,3                | 67                     |
| Barry Patten | Slalom gigant |          |          |                        |                        | 3:41,5                 | +1:16,5                | 80                     |
| Barry Patten | Slalom        | 1:29,6   | 76       | Nie zakwalifikował się | Nie zakwalifikował się | Nie zakwalifikował się | Nie zakwalifikował się | Nie zakwalifikował się |

### Biegi narciarskie
Mężczyźni
| Zawodnik         | Konkurencja                     | Wyścig       | Wyścig       |
| Zawodnik         | Konkurencja                     | Czas         | Miejsce      |
| ---------------- | ------------------------------- | ------------ | ------------ |
| Bruce Haslingden | Bieg na 18 km stylem klasycznym | 1:29:58      | 74           |
| Bruce Haslingden | Bieg na 50 km stylem dowolnym   | Nie ukończył | Nie ukończył |
| Cedric Sloane    | Bieg na 18 km stylem klasycznym | 1:32:39      | 75           |
| Cedric Sloane    | Bieg na 50 km stylem dowolnym   | Nie ukończył | Nie ukończył |

### Łyżwiarstwo figurowe
Mężczyźni
| Zawodnik    | Konkurencja           | CF | FS | TO | Punkty | Miejsce |
| ----------- | --------------------- | -- | -- | -- | ------ | ------- |
| Adrian Swan | Indywidualny mężczyzn | 12 | 9  | 95 | 1248,2 | 10      |

Kobiety
| Zawodniczka    | Konkurencja         | CF | FS | TO  | Punkty | Miejsce |
| -------------- | ------------------- | -- | -- | --- | ------ | ------- |
| Nancy Burley   | Indywidualny kobiet | 17 | 14 | 111 | 1220,7 | 14      |
| Gweneth Molony | Indywidualny kobiet | 18 | 22 | 141 | 1119,1 | 21      |

### Łyżwiarstwo szybkie
Mężczyźni
| Zawodnik     | Konkurencja    | Finał  | Finał   |
| Zawodnik     | Konkurencja    | Czas   | Miejsce |
| ------------ | -------------- | ------ | ------- |
| Colin Hickey | Bieg na 500 m  | 46,2   | 29      |
| Colin Hickey | Bieg na 1500 m | 2:30,4 | 30      |
| Colin Hickey | Bieg na 5000 m | 8:57,6 | 28      |